# ウォリック・ヘラント
ウォリック・ヘラント（Warrick Gelant、1995年5月20日 - ）は、ユナイテッド・ラグビー・チャンピオンシップ、ストーマーズに所属するラグビーユニオン選手。

## プロフィール
- 南アフリカ・ナイズナ出身。
- ポジションはフルバック(FB)。
- 身長 180cm、体重 89kg[1]
- U20南アフリカ代表に選ばれたことがある[2]。
- 南アフリカ代表キャップは10（2024年10月現在）でラグビーワールドカップ2019の南アフリカ代表に選ばれた[3]。

## 略歴
ブルー・ブルズを経て、2016年、ブルズに加入。
2020年、ストーマーズに加入。
2022年、ラシン92に加入。 
2023年、ストーマーズに復帰。